# Fascia cervical
La fascia cervical (Fascia cervicalis; Fascia colli), Las Fascias son membranas conjuntivas formadas por elementos musculares, vasculonerviosos y viscerales que constituyen el cuello. Su función radica principalmente, en la compartimentalización de las diferentes regiones anatómicas y la contención de los músculos en contracción. 
En el cuello se describen tres fascias y dos vainas:  
- Hoja superficial de la fascia cervical
- Hoja pretraqueal de la fascia cervical
- Hoja prevertebral de la fascia cervical
- Vaina carotídea
- Vaina visceral.